# بحيرة غادهاسارو وماهاكالي
بحيرة غادهاسارو - هي بحيرة مرنفعة تقع في تشورا تاهيل من تشامبا (24 كم من تيسا). وتقع على أرتفاع 3470 مترا فوق سطح البحر.وتعتبر هذه البحيرة مقدسة ولها محيط حوالي 1 كم.
بحيرة ماهاكالي -هي بحيرة مرتفعة وتقع بين سانو وغوديال في منطقة تشامبا. وتقع على أرتفاع 4,080 متر فوق مستوى سطح البحر. تعتبر هذه البحيرة مقدسة للآلهة ماهاكالي.

## الوصلات الخارجية
- Himachal Pradesh Tourism Department